# Estatua de Heydar Alíyev (Ciudad de México)
La estatua de Heydar Alíyev (en azerí o azerbaiyano: Heydər Əliyevin heykəli) es una escultura en bronce del tercer presidente de Azerbaiyán, Heydar Alíyev (1923–2003). Se encontraba originalmente en Paseo de la Reforma, en el Bosque de Chapultepec, en la alcaldía Miguel Hidalgo de la Ciudad de México.
A principio de los años 2010, la embajada de Azerbaiyán en México obsequió dos estatuas al gobierno de la ciudad: la primera fue una estatua de Alíyev, que se instaló el 22 de agosto de 2012 en el Parque de la Amistad México-Azerbaiyán, ubicado en Chapultepec; la segunda muestra a una mujer que llora por la Masacre de Jóyali y que se colocó en la Plaza Tlaxcoaque, en el centro histórico de la ciudad. Según Ilgar Mukhtarov, embajador de Azerbaiyán en México, se obsequiaron ambas estatuas como una forma de agradecimiento a México ya que fue una de las primeras naciones en reconocer la independencia de Azerbaiyán.
Después de su instalación, la estatua de Alíyev recibió protestas de vecinos y activistas de derechos humanos, llamándola «irrespetuosa e insensible» debido al pasado del político; por el contrario, la comunidad azerí demostró su apoyo. Tras meses de protestas, el 26 de enero de 2013, el gobierno de Ciudad de México retiró y devolvió la estatua a la embajada. Desde entonces, la ubicación y estado de la estatua no son de carácter público.

## Antecedentes

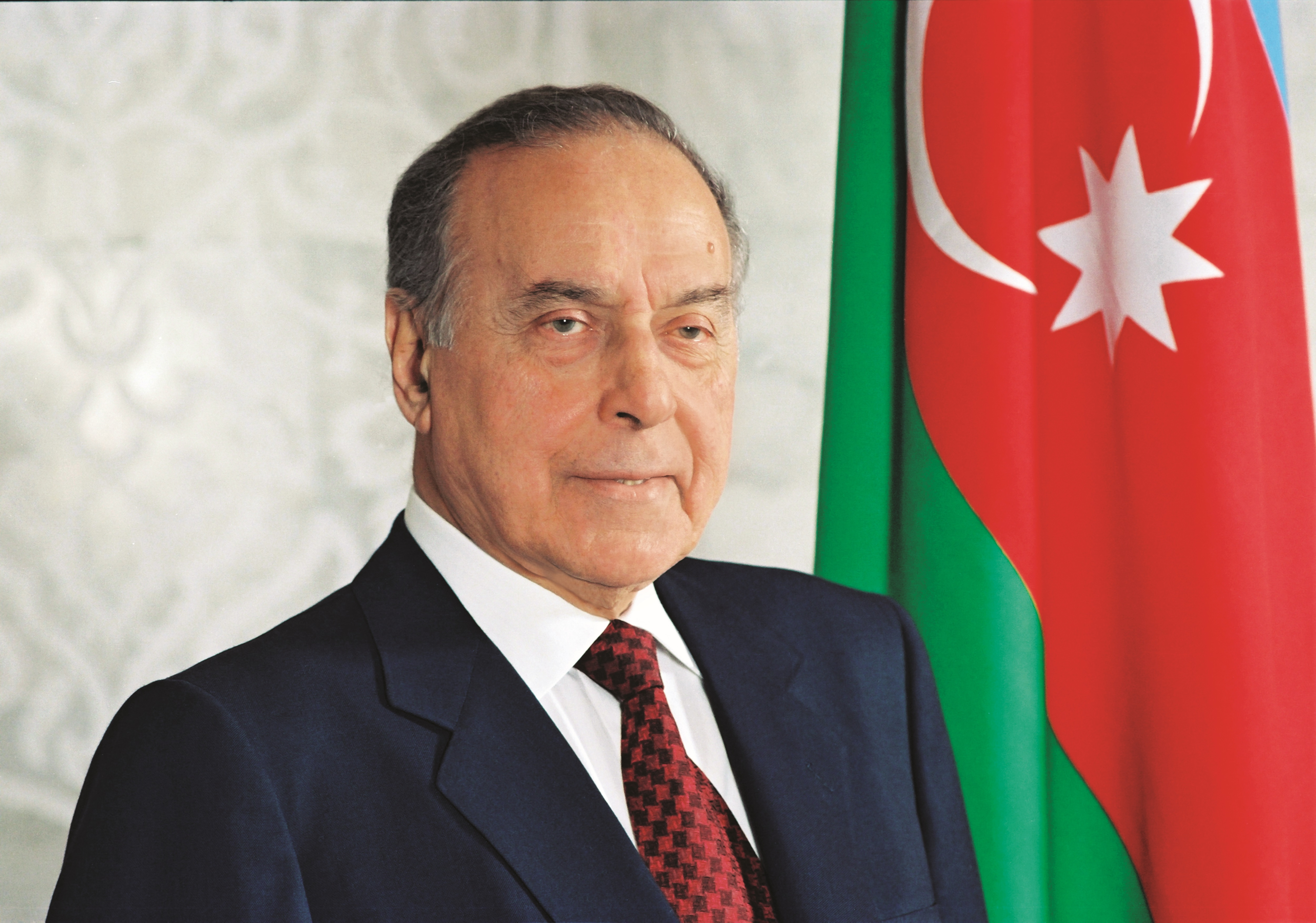
Heydar Alíyev c. 2000.

Heydar Alíyev fue un político azerbaiyano. De 1969 a 1982, fungió como el primer secretario del Partido Comunista de Azerbaiyán. En 1992, Abulfaz Elchibey fue elegido presidente y se convirtió en el primer dirigente no comunista del país. Sin embargo, Elchibey fue destituido en un golpe de Estado el año siguiente. Alíyev, fundador y entonces dirigente del Partido Nuevo Azerbaiyán, tomó posición como presidente interino, y meses más tarde fue oficialmente elegido como presidente. Alíyev ganó la reelección en 1998 y falleció en 2003.
Desde entonces, el heydarismo (el culto a la personalidad de Alíyev) tiene amplia influencia en la política nacional y en la sociedad azerí; en contraste, internacionalmente recibió críticas y se le ha descrito como un «dirigente de mano de hierro» y un «dictador autoritario».
En diciembre de 1991, México reconoció la independencia de Azerbaiyán, tras la desintegración de la Unión Soviética y las relaciones diplomáticas mutuas se establecieron el mes siguiente. Azerbaiyán formalizó las misiones diplomáticas en suelo mexicano hasta 2009. En 2011, el Senado de México reconoció la masacre de Jóyali de 1992, en donde civiles azerbaiyanos étnicos fueron asesinados en Jóyali por fuerzas armenias en la república independiente de facto de Artsaj.

## Descripción e instalación
De acuerdo con Ilgar Mukhtarov, embajador de Azerbaiyán en México, las negociaciones para el proyecto empezaron desde 2008, pero no fue hasta 2010 cuando se concretaron. También dijo que el proyecto era una forma de agradecer al gobierno de México por ser uno de los primeros países en reconocer la independencia de Azerbaiyán. Ambas naciones firmaron un acuerdo para dar inicio al proyecto el 13 de julio de 2011. En el mismo mes, el Consejo Rector Ciudadano del Bosque de Chapultepec (CRC) dio luz verde a su construcción.
Al lugar acordado lo llamaron Parque de la Amistad México-Azerbaiyán, ubicado en Paseo de la Reforma, en el límite este del Bosque de Chapultepec. El área mide 1700 metros cuadrados y está iluminado con farolas solares. Su construcción empezó en abril de 2012. La estatua de Alíyev mide 3 metros y 60 centímetros y se transportó por barco desde Azerbaiyán. Representa al político, que está sentado en una silla, que a su vez se encuentra sobre un pedestal de mármol blanco. Su nombre está escrito en letras doradas. El pedestal se encuentra en frente de un mapa de piedra con la forma de Azerbaiyán; este mide casi ocho metros de altura.
El 22 de agosto de 2012, Marcelo Ebrard, entonces jefe de gobierno de Ciudad de México, inauguró el parque. Además de la estatua y el mapa, también se instaló una placa que describía a Alíyev como «un gran político y estadista».

### Monumento a la masacre de Jóyali

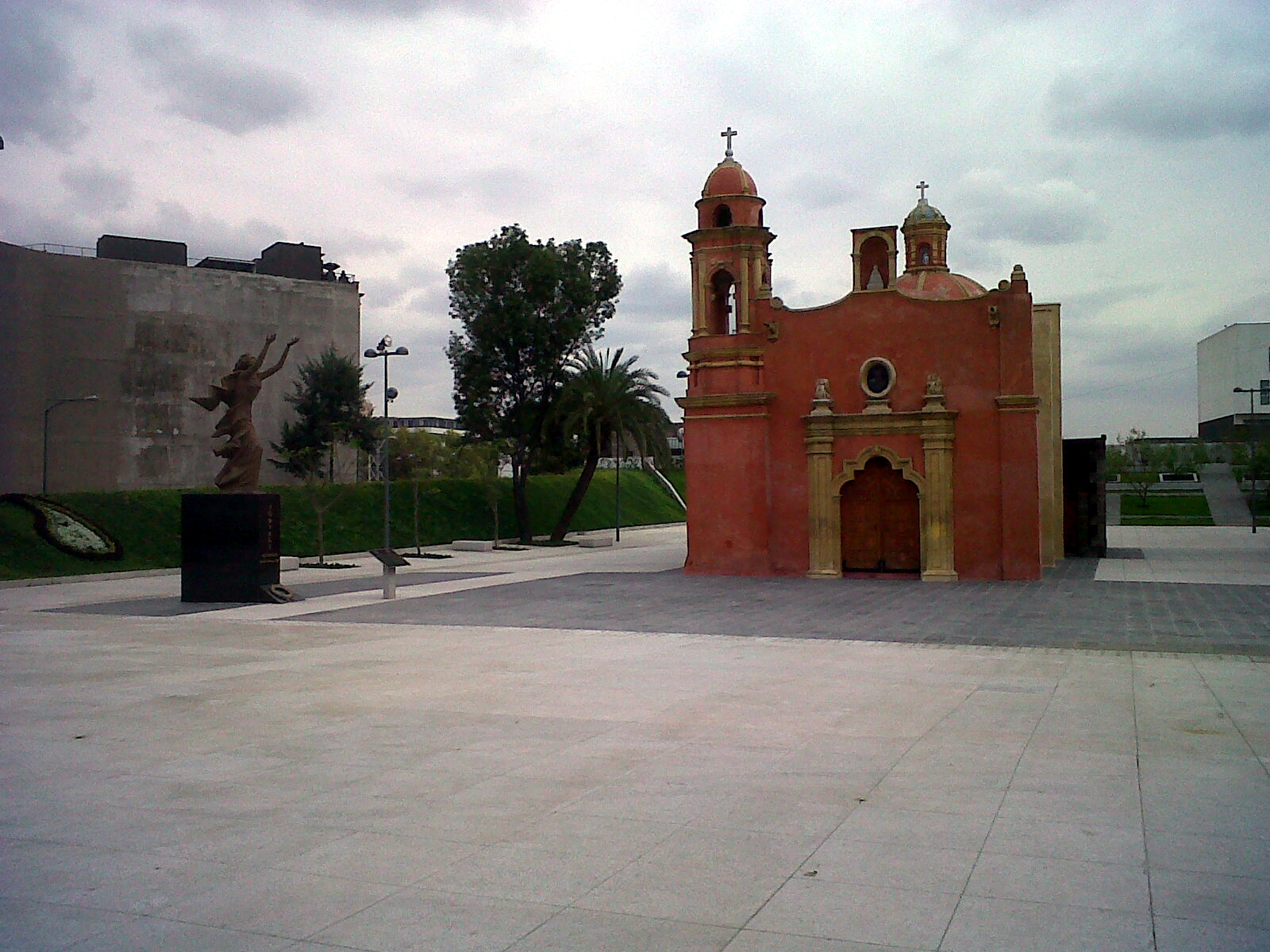
La embajada también obsequió la estatua en la Plaza Tlaxcoaque (fotografiada en 2012)

A su vez, la embajada dio una segunda estatua que también mide 3 metros con 60 centímetros. Muestra a una mujer que llora con sus brazos levantados en honor a la masacre de Jóyali. Está instalada en la Plaza Tlaxcoaque, ubicada en el centro histórico de la Ciudad de México. En la plaza hay una placa que refiere a la masacre como un genocidio. La embajada también donó alrededor de 65 millones de pesos mexicanos (entre cinco y seis millones de dólares estadounidenses), que se utilizó para mejorar el Parque de la Amistad y la Plaza Tlaxcoaque. Mukhtarov dijo que la embajada nunca le dio dinero al gobierno de la ciudad de manera directa; en cambio ésta pagó a constructoras privadas para que mejoraran las áreas.

## Recepción
En noviembre de 2011, después de investigar más a fondo a Alíyev, el CRC retiró su apoyo y le solicitó al gobierno de la ciudad que reconsiderara la instalación de la estatua. De acuerdo con Denise Dresser, escritora mexicana y antigua integrante del CRC, «[tras solicitarles que lo reexaminaran,] pensaron que nos estábamos ahogando en un vaso de agua [...] Les avisamos que estaban siendo despistados e ignorantes».
Los conflictos comenzaron desde los primeros días del mes de septiembre de 2012. El 27 de septiembre, vecinos de Chapultepec protestaron su colocación y llamaron a la estatua «una falta de respeto y sensibilidad». La Comisión Nacional de los Derechos Humanos recomendó retirarla. Elnur Majidli, organizador de las protestas azerbaiyanas de 2011, criticó la instalación y dijo que «necesariamente» hubo corrupción en el proyecto. Cuauhtémoc Cárdenas, que fungía como Coordinador de Relaciones Internacionales de la Ciudad de México, dijo que «La estatua del señor Alíyev no honra a la Ciudad de México, ni la Ciudad de México tiene por qué honrarlo».
En octubre, Eduard Nalbandyan, entonces Ministro de Asuntos Exteriores de Armenia, presentó una queja formal ante Patricia Espinosa, entonces Secretaria de Relaciones Exteriores de México (SRE), tanto por la estatua de Alíyev como por calificar a la masacre de Jóyali como un «genocidio», pues ello contradice la posición tomada por el Grupo de Minsk de OSCE. Armenia y Azerbaiyán se encuentran en un conflicto geopolítico por el Alto Karabaj desde la Revolución de Octubre de 1917 y por ende no mantienen relaciones diplomáticas.
Mukhtarov comentó que lo dicho sobre Alíyev «se basó en información errónea y manipulada por armenios opositores al gobierno» ya que el político «abolió la pena de muerte e impulsó políticas que hicieron despegar la economía de Azerbaiyán». El 27 de noviembre de 2012, 30 manifestantes azerís residentes en México solicitaron que no se retirara de su sitio.

## Retiro
El 22 de octubre se creó una comisión especial para determinar el futuro de la estatua. Para enero de 2013, el grupo recomendó el retiro. Cinco meses después de su instalación, las autoridades de Ciudad del México retiraron la estatua durante la madrugada del 26 de enero. De acuerdo al convenio pactado, debía permanecer en su sitio por 99 años. Tras su retiro, el gobierno la transportó a un almacén de la Secretaría de Desarrollo Urbano y Vivienda, localizado en Avenida Camarones Avenida y Calle Eloudy, colonia Del Recreo en la alcaldía Azcapotzalco. Joshua Kucera describió a la bodega como  «repleta de escombros y montones de ladrillos» y dijo que resultó un «destino ignominioso» para Alíyev.
Manuel Luna, secretario particular de Mukhtarov, dijo que nunca se le notificó a la embajada sobre el retiro. Esta solicitó a la ciudad la devolución de la estatua. Salvador Campos, antiguo embajador mexicano en Azerbaiyán y Turquía, mencionó que el problema lo causó el gobierno de Ciudad de México, pues nunca consultó a la SRE. Como consecuencia, Azerbaiyán retiró 3.8 miles de millones de dólares  estadounidenses de inversión que serían utilizados para la construcción de refinerías de petróleo y para mejorar espacios públicos en el país.
En noviembre de 2013, la estatua se encontraba en una casa particular en el colonia Lomas de Chapultepec. En enero de 2015, el gobierno de Ciudad de México le donó a la embajada de Azerbaiyán una propiedad en Paseo de la Reforma, en Lomas de Chapultepec.